# Халид ибн Бандар Аль Сауд
Халид ибн Бандар ибн Абдул-Азиз Аль Сауд (араб. خالد بن بندر بن عبد العزيز آل سعود‎; род. 16 марта 1951) — саудовский принц, военный и государственный деятель королевства.

## Биография
Родился 16 марта 1951 года в семье принца Бандара (сына короля Абдул-Азиза). Его матерью была принцесса Васма бинт Мохмед. Он выпускник Королевской военной академии в Сандхерсте, закончил её в 1973 году.
В 1990 году участвовал в освобождении Кувейта.
В 1997 году стал генерал-майором армии Саудовской Аравии.
В 2009 году участвовал в операции «Выжженная земля».
В 2011 году стал генерал-лейтенантом армии Саудовской Аравии.
С 2013 по 2014 год был эмиром Эр-Рияда.
В 2014 году был заместителем министра обороны Саудовской Аравии.
С 2014 по 2015 год был генеральным директором службы общей разведки.
С января 2015 года является советником короля Салмана.
Имеет 6 дочерей.

## Награды
- Орден короля Абдель-Азиза (2011).